# Eneopterinae
Sous-famille
Les Eneopterinae sont une sous-famille d'Orthoptera de la famille des Gryllidae.
Elle forme un groupe avec les Tafaliscinae Desutter-Grandcolas 1988.

## Liste des genres
Selon Orthoptera Species File (27 mars 2010) :
- Eneopterini Saussure, 1874
  - Eneoptera Burmeister, 1838
  - Ligypterus Saussure, 1878
  - Ponca Hebard, 1928
- Eurepini Robillard, 2004
  - Arilpa Otte & Alexander, 1983
  - Eurepa Walker, 1869
  - Eurepella Otte & Alexander, 1983
  - Myara Otte & Alexander, 1983
  - Salmanites Chopard, 1951
- Lebinthini Robillard, 2004
  - Agnotecous Saussure, 1878
  - Cardiodactylus Saussure, 1878
  - Lebinthus Stål, 1877
- Nisitrini Robillard, 2004
  - Nisitrus Saussure, 1878
  - Paranisitra Chopard, 1925
- Xenogryllini Robillard, 2004
  - Pseudolebinthus Robillard, 2006
  - Xenogryllus Bolívar, 1890
- tribu indéterminée
  - Alexandrina Otte & Perez-Gelabert, 2009
  - Antillicharis Otte & Perez-Gelabert, 2009
  - Carylla Otte & Perez-Gelabert, 2009
  - Dongwana Otte & Perez-Gelabert, 2009
  - Jabulania Otte & Perez-Gelabert, 2009
  - Knyella Otte & Perez-Gelabert, 2009
  - Laurellia Otte & Perez-Gelabert, 2009
  - Margarettia Otte & Perez-Gelabert, 2009
  - Mashiyana Otte & Perez-Gelabert, 2009
  - Picinguaba de Mello, 1990
  - Sabelo Otte & Perez-Gelabert, 2009
  - Sipho Otte & Perez-Gelabert, 2009
  - Stenoecanthus Chopard, 1912
  - Swezwilderia Chopard, 1929
  - Walkerella Otte & Perez-Gelabert, 2009
  - †Brontogryllus Martins-Neto, 1991
  - †Proecanthus Sharov, 1968

## Référence
- Saussure, 1874 : Mission Scientifique au Mexique et dans l'Amérique Centrale, 6e partie, études sur les Orthoptères, 3e livre, p. 293-516.